# Oltingue
Ne doit pas être confondu avec Oltingen
Oltingue est une commune française située dans la circonscription administrative du Haut-Rhin et, depuis le 1er janvier 2021, dans le territoire de la Collectivité européenne d'Alsace, en région Grand Est.
Cette commune se trouve dans la région historique et culturelle d'Alsace.
C'est un village du canton de Ferrette situé dans le sud-est du Sundgau, à 2,5 km de la frontière suisse. Une grande partie de la population est constituée de frontaliers qui travaillent en Suisse, surtout dans la région de Bâle.

## Géographie
Oltingue se trouve dans le canton de Ferrette et l’arrondissement d'Altkirch et se trouve à une altitude de 400 m, riveraine de l'Ill. Les habitants sont appelés Oltinguois.
| Fislis      | Linsdorf, Bettlach   | Liebenswiller        |
| Bouxwiller  | Oltingue             | Rodersdorf ( Suisse) |
| Raedersdorf | Lutter, Wolschwiller | Biederthal           |

### Hydrographie
La commune est dans le bassin versant du Rhin au sein du bassin Rhin-Meuse. Elle est drainée par l'Ill, le ruisseau Limendenbach, le ruisseau Bettlachgraben, le ruisseau de Lutter et le ruisseau Wannergraben,,.
L'Ill, d'une longueur de 217 km, prend sa source dans la commune de Winkel et se jette  dans le Grand Canal d'Alsace à Offendorf, après avoir traversé 68 communes. Les caractéristiques hydrologiques de l'Ill sont données par la station hydrologique située sur la commune. Le débit moyen mensuel est de 0,443 m3/s. Le débit moyen journalier maximum est de 9,7 m3/s, atteint lors de la crue du 9 août 2007. Le débit instantané maximal est quant à lui de 12,2 m3/s, atteint le même jour.

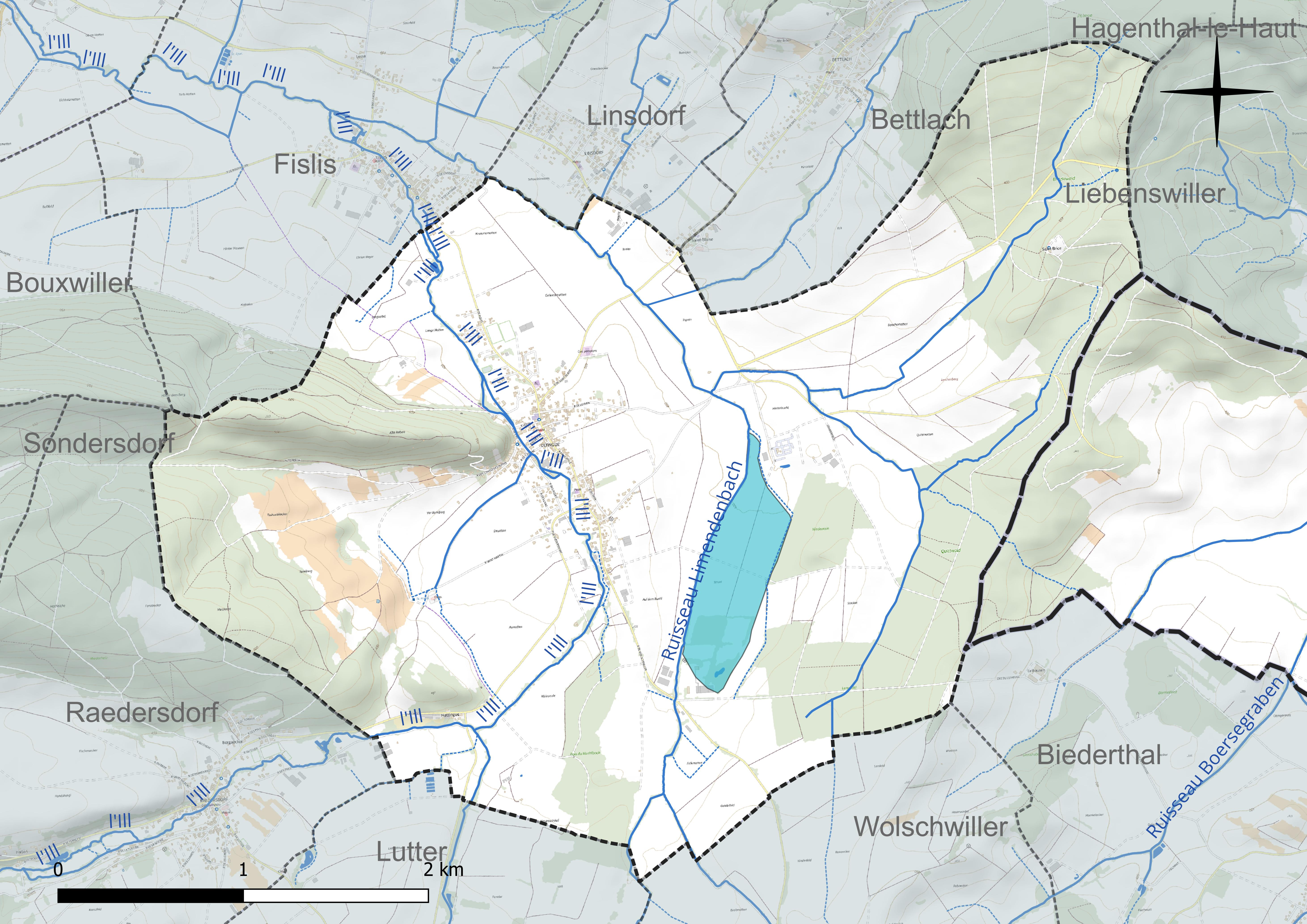
Réseau hydrographique d'Oltingue.

### Climat
Pour des articles plus généraux, voir Climat du Grand Est et Climat du Haut-Rhin.
En 2010, le climat de la commune est de type climat des marges montargnardes, selon une étude du Centre national de la recherche scientifique s'appuyant sur une série de données couvrant la période 1971-2000. En 2020, Météo-France publie une typologie des climats de la France métropolitaine dans laquelle la commune est exposée à un climat de montagne ou de marges de montagne et est dans une zone de transition entre les régions climatiques « Vosges » et « Alsace ». 
Pour la période 1971-2000, la température annuelle moyenne est de 9,5 °C, avec une amplitude thermique annuelle de 17,3 °C. Le cumul annuel moyen de précipitations est de 865 mm, avec 9,5 jours de précipitations en janvier et 10 jours en juillet. Pour la période 1991-2020, la température moyenne annuelle observée sur la station météorologique de Météo-France la plus proche, « Lucelle_sapc », sur la commune de Lucelle à 13 km à vol d'oiseau, est de 9,4 °C et le cumul annuel moyen de précipitations est de 1 091,0 mm. 
La température maximale relevée sur cette station est de 36 °C, atteinte le 20 juillet 2003 ; la température minimale est de −19 °C, atteinte le 20 décembre 2009,,. 
Les paramètres climatiques de la commune ont été estimés pour le milieu du siècle (2041-2070) selon différents scénarios d'émission de gaz à effet de serre à partir des nouvelles projections climatiques de référence DRIAS-2020. Ils sont consultables sur un site dédié publié par Météo-France en novembre 2022.

## Urbanisme

### Typologie
Au 1er janvier 2024, Oltingue est catégorisée bourg rural, selon la nouvelle grille communale de densité à sept niveaux définie par l'Insee en 2022.
Elle est située hors unité urbaine. Par ailleurs la commune fait partie de l'aire d'attraction de Bâle - Saint-Louis (partie française), dont elle est une commune de la couronne,. Cette aire, qui regroupe 94 communes, est catégorisée dans les aires de 200 000 à moins de 700 000 habitants,.

### Occupation des sols
L'occupation des sols de la commune, telle qu'elle ressort de la base de données européenne d’occupation biophysique des sols Corine Land Cover (CLC), est marquée par l'importance des territoires agricoles (63,1 % en 2018), une proportion sensiblement équivalente à celle de 1990 (63,5 %). La répartition détaillée en 2018 est la suivante : 
terres arables (57,9 %), forêts (33,2 %), zones urbanisées (3,7 %), cultures permanentes (3,2 %), zones agricoles hétérogènes (1,9 %). L'évolution de l’occupation des sols de la commune et de ses infrastructures peut être observée sur les différentes représentations cartographiques du territoire : la carte de Cassini (XVIIIe siècle), la carte d'état-major (1820-1866) et les cartes ou photos aériennes de l'IGN pour la période actuelle (1950 à aujourd'hui).

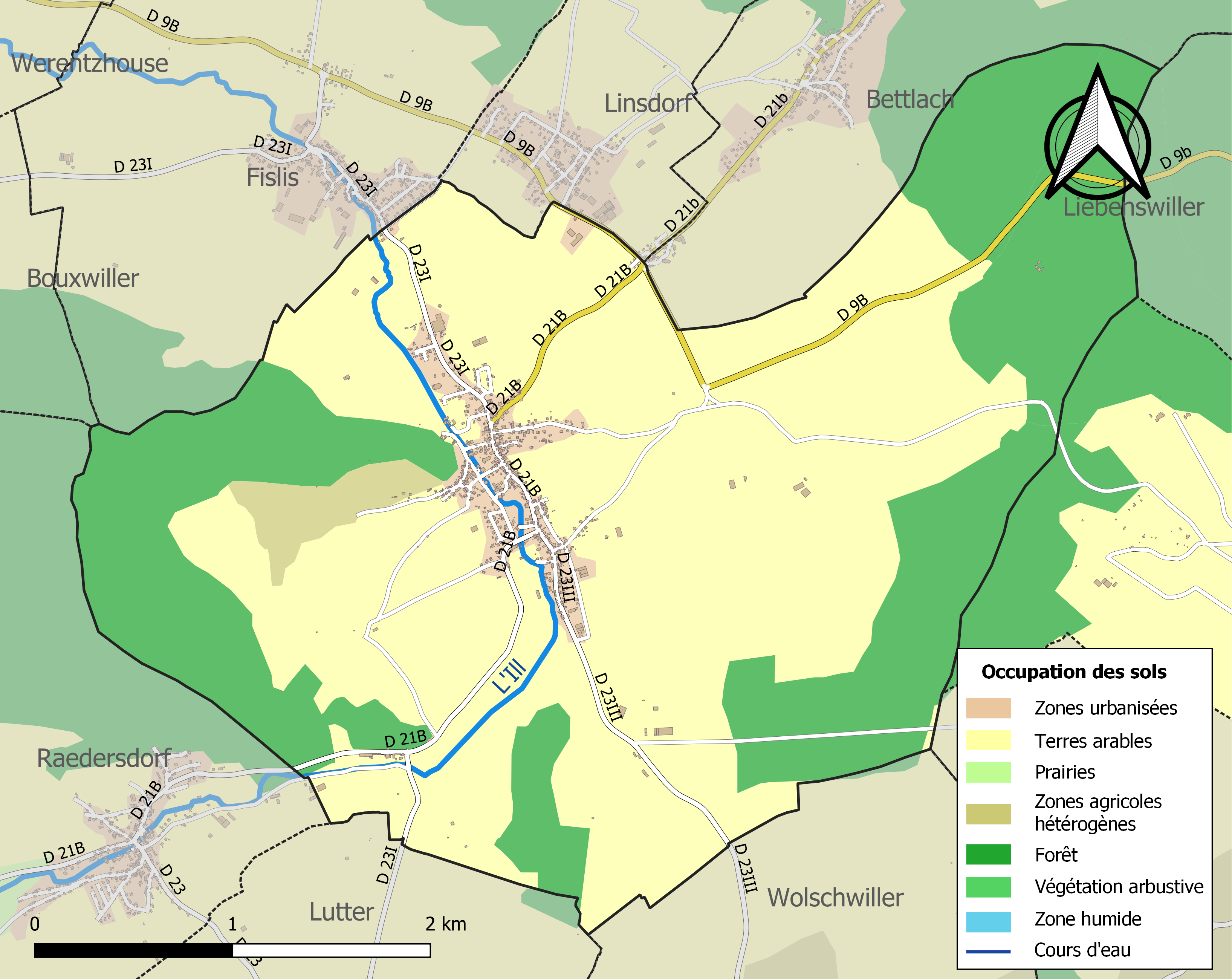
Carte des infrastructures et de l'occupation des sols de la commune en 2018 (CLC).

## Toponymie
Ooltingen (1141), Oltingen (1241), Oltingen (1277), Oltingen (1793), Ottingen (1801).
- En allemand : Oltingen.

## Histoire
Le site d'Oltingue a été occupé au cours du Néolithique. On a trouvé près du promontoire Oltingue-Berg des instruments en silex, des anciennes fondations de cabanes et des monnaies romaines, et des sépultures mérovingienes  et carolingiennes. Oltingue appartenait dès le début à l'abbaye de Saint-Blaise comme l'atteste un document de 1141. Plus tard vers 1230 le village entre en possession de l'abbaye de Murbach, puis en 1322 la cour domaniale passe entre les mains  des comtes de Ferrette, puis en 1324 aux Habsbourg. Elle est ensuite inféodée aux barons de Ferrette-Liebenstein jusqu'à la Révolution. Pendant très longtemps l'abbaye de Lucelle y possède des (vignes et une cour colongère. Le village se trouve alors autour de la chapelle Saint-Martin-des-Champs jusqu'au saccage de 1445 par les Armagnacs. Au XIVe siècle, une famille noble, les Oltingen, possèdent un château dans le village. Après la destruction du village, il est reconstruit à un kilomètre au nord-est. Pendant la Seconde Guerre mondiale, le village est un important lieu de passage pour les fugitifs et les prisonniers évadés. En 1943, cent quatre-vingt sept jeunes hommes trouvent refuge en Suisse.

### Héraldique
| Blason d'Oltingue | Les armes d'Oltingue se blasonnent ainsi : « D'argent à la demie roue de sainte Catherine de gueules, faillie en chef et surmontée des lettres gothiques de sable, O à dextre et B à senestre ». |

## Politique et administration
| Période                                  | Période  | Identité       | Étiquette | Qualité |
| ---------------------------------------- | -------- | -------------- | --------- | ------- |
| mars 2001                                | mai 2020 | André Scherrer |           |         |
| mai 2020                                 | En cours | Philippe Wahl  |           | Artisan |
| Les données manquantes sont à compléter. |          |                |           |         |

## Démographie
L'évolution du nombre d'habitants est connue à travers les recensements de la population effectués dans la commune depuis 1793. Pour les communes de moins de 10 000 habitants, une enquête de recensement portant sur toute la population est réalisée tous les cinq ans, les populations de référence des années intermédiaires étant quant à elles estimées par interpolation ou extrapolation. Pour la commune, le premier recensement exhaustif entrant dans le cadre du nouveau dispositif a été réalisé en 2008.

En 2022, la commune comptait 684 habitants, en évolution de −2,84 % par rapport à 2016 (Haut-Rhin : +0,66 %, France hors Mayotte : +2,11 %).
| 1793 | 1800 | 1806 | 1821 | 1831 | 1836 | 1841 | 1846 | 1851 |
| ---- | ---- | ---- | ---- | ---- | ---- | ---- | ---- | ---- |
| 698  | 717  | 711  | 786  | 852  | 837  | 885  | 877  | 846  |

| 1856 | 1861 | 1866 | 1871 | 1875 | 1880 | 1885 | 1890 | 1895 |
| ---- | ---- | ---- | ---- | ---- | ---- | ---- | ---- | ---- |
| 818  | 838  | 873  | 846  | 850  | 812  | 797  | 751  | 732  |

| 1900 | 1905 | 1910 | 1921 | 1926 | 1931 | 1936 | 1946 | 1954 |
| ---- | ---- | ---- | ---- | ---- | ---- | ---- | ---- | ---- |
| 702  | 702  | 687  | 662  | 750  | 746  | 746  | 699  | 678  |

| 1962 | 1968 | 1975 | 1982 | 1990 | 1999 | 2006 | 2008 | 2013 |
| ---- | ---- | ---- | ---- | ---- | ---- | ---- | ---- | ---- |
| 651  | 657  | 719  | 728  | 711  | 765  | 739  | 732  | 729  |

| 2018 | 2022 | - | - | - | - | - | - | - |
| ---- | ---- | - | - | - | - | - | - | - |
| 669  | 684  | - | - | - | - | - | - | - |

## Lieux et monuments

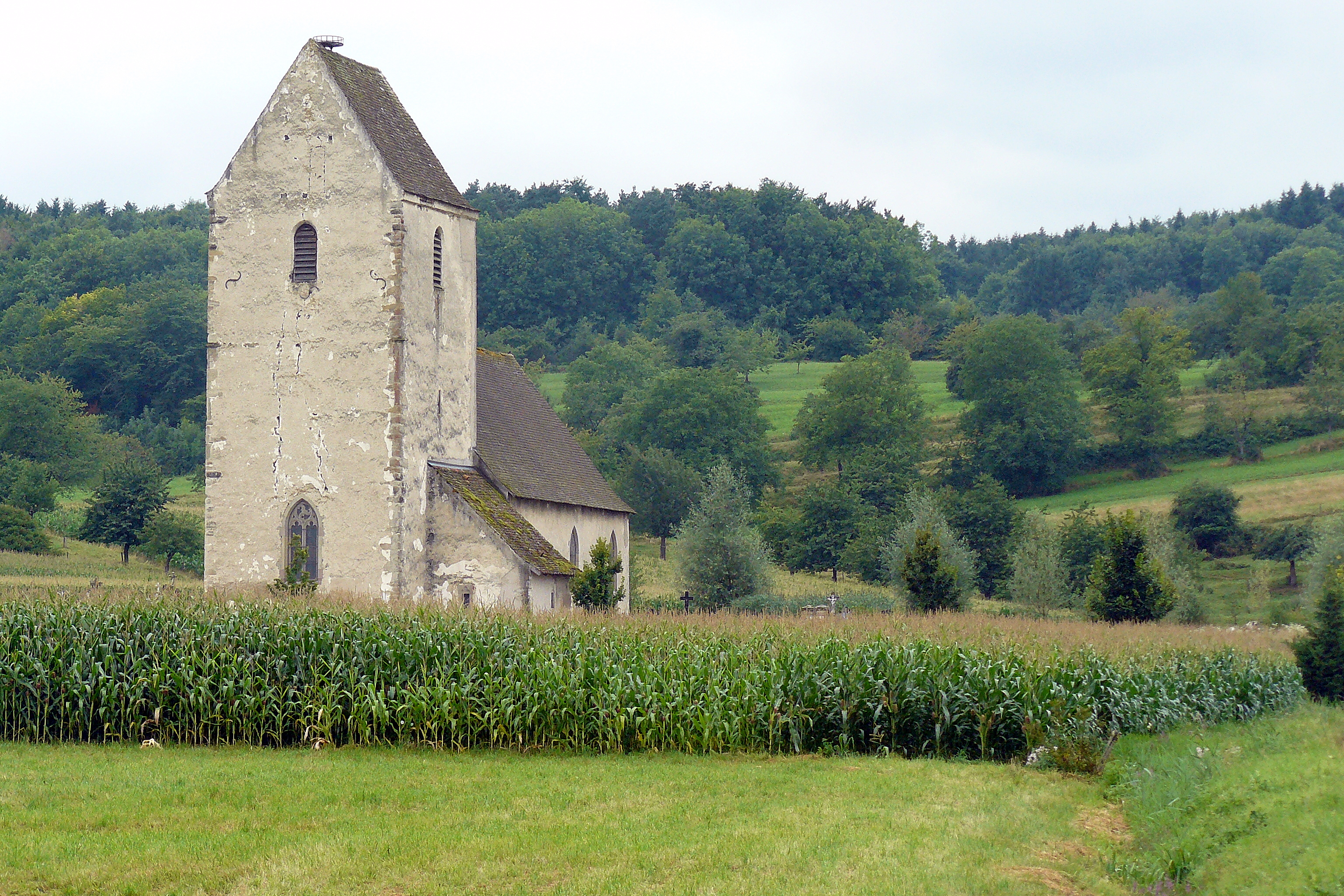
L'église Saint-Martin-des-Champs.

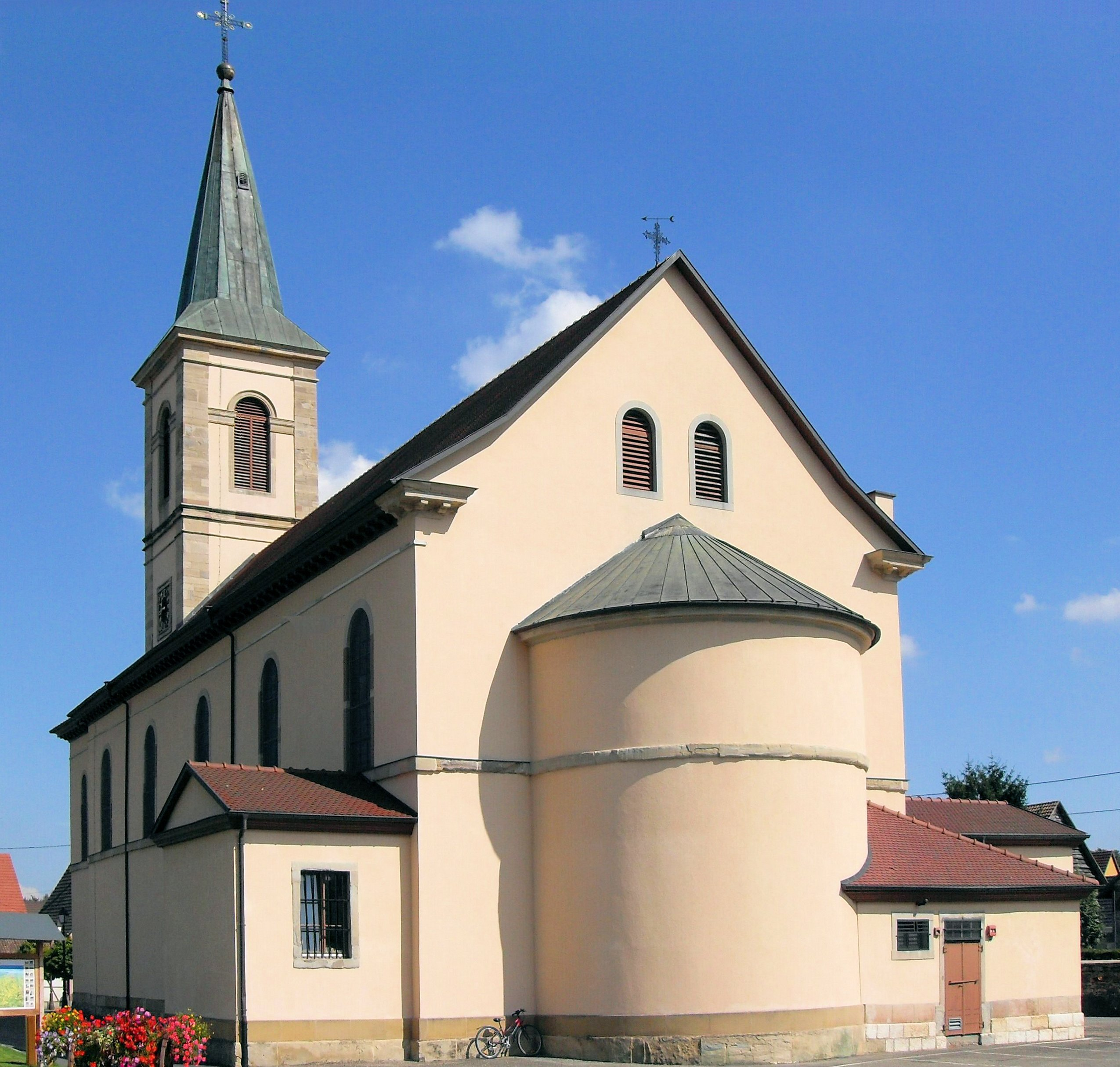
L'église Saint-Martin.

Le Musée Paysan d'Oltingue
Créé dans les années 1970 par l'abbé Bilger, il est situé dans une maison à colombages datant des XVIe et XVIIe siècles dont on peut voir l'ossature et le torchis. Ce musée renferme de nombreux ustensiles, accessoires, mobiliers, équipements, vieux métiers à tisser.
Four à pain, four en faïence, moule à Kougelhopf, il redonne vie aux traditions sundgauviennes.
L'église Saint-Martin-des-Champs
Ce monument historique du XIVe siècle contient des tombes des VIIe siècle et VIIIe siècle mises en valeur et des fresques antérieures à 1350 représentant des personnages de l'Ancien Testament et des saints.
L'église Saint-Martin
Construite en 1824 par l'huissier de Ferrette, qui trouvait l'église Saint-Martin-des-Champs trop petite et surtout trop éloignée, elle renferme un orgue Callinet qui a été classé monument historique en 1973. Un magnifique mobilier intérieur est également à découvrir.
La chapelle Saint-Brice
Fondée probablement par les moines de Murbach cette chapelle, dont le mur conserve les baies en arc brisé ouvertes au XIVe siècle. Le sanctuaire est vendu en 1412 à Frédéric de Hattstatt. Saint-Brice est imploré en faveur de la fertilité et pour la guérison des rhumatismes. Cinquante cinq ex-votos témoignent de la reconnaissance des pèlerins. Des travaux sont entrepris au début du XVIIIe siècle. La campanile, ajoutée en 1705 est réhabilitée en  1985. Desservie pas de nombreux sentiers de randonnée, elle contient un magnifique autel baroque.

## Personnalités
- L'écrivaine Monique Wittig (l'une des fondatrices du MLF dans les années 1960), qui vécut ensuite aux États-Unis, a écrit L'Opoponax (Prix Médicis 1964) en s'inspirant en partie de ses séjours en vacances à Oltingue, où ses parents avaient une maison et de la famille (le sabotier Bernard Doebelin d'Oltingue est son cousin).
- L'archéologue badois Karl Gutmann entrepris des fouilles à Oltingue avant la 1ère guerre mondiale.